# Espacio de Arte Contemporáneo
El Espacio de Arte Contemporáneo EAC es un espacio de exhibición dedicado al arte contemporáneo. Tiene entre sus objetivos promover la producción, investigación, reflexión y exposición de arte actual, así como funcionar de punto de encuentro entre artistas, curadores y diversos públicos en instancias de formación, divulgación e intercambio. Es una institución gubernamental, dependiente de la Dirección Nacional de Cultura del Ministerio de Educación y Cultura de Uruguay.

## El edificio
La sede del EAC se encuentra ubicada en un área reciclada de la ex Cárcel de Miguelete en la ciudad de Montevideo. El edificio fue construido en el siglo XIX por el arquitecto Juan Alberto Capurro siguiendo el modelo panóptico de Jeremy Bentham, una estructura arquitectónica con una torre de vigilancia central con celdarios ubicados en forma radial, en cuatro pabellones de tres pisos cada uno. La capacidad de cada pabellón era de hasta 30 celdas dispuestas en doble crujía. Fue creada como centro de reclusión modelo, cárcel preventiva, correccional y penitenciaria y funcionó como cárcel durante 102 años. Fue clausurada en 1986, pero continuó alojando detenidos menores de edad hasta la década de 1990 cuando fue cerrada definitivamente.
Entre 1988 y hasta 2011 funcionó en el cuerpo central del edificio la Escuela Universitaria Centro de Diseño. Desde el año 2010, el Espacio de Arte Contemporáneo que ocupa el ala que da hacia la calle Arenal Grande, y el Museo Nacional de Historia Natural con acceso por la calle Miguelete, mientras continúan las obras de reciclaje para ampliar las áreas de ambos espacios. En 2018 el EAC inauguró un nuevo espacio para exposiciones denominado Sala Seis, con 160 m² y más de 4 metros de altura y anexa la Sala Miguelete, con acceso desde el Museo de Nacional de Historia Natural, y una fotogalería del Centro de Fotografía de Montevideo (CdF).
Desde su inauguración en el año 2010 y hasta 2020 fue dirigido por Fernando Sicco.

## Programación
El EAC organiza su actividad expositiva por convocatoria abierta, como forma de organizar la programación y facilitar el acceso a los espacios expositivos a los artistas, así como manejar los recursos presupuestales con mecanismos claros y acotados en el tiempo. El EAC convoca cada año propuestas artísticas para sus tres temporadas anuales, brindando a cada proyecto un mínimo de dieciséis semanas de exhibición. Las convocatorias incluyen propuestas individuales, colectivas o proyectos curatoriales adaptados a los diferentes espacios expositivos, así como propuestas temáticas para la Sala Miguelete y programas de residencias, formación e investigación sobre arte contemporáneo.
Durante la programación anual se realizan actividades específicas como charlas, seminarios, talleres, clínicas de obra y residencias. El EAC pone a disposición -a través de visitas guiadas y recorridos que incluyen un itinerario por el exterior del edificio- la mediación de las exposiciones y un laboratorio que brinda un espacio de apropiación para el descanso activo, donde se profundiza en temas y contenidos que hayan despertado la curiosidad del público y donde dejar plasmadas ideas y sugerencias.
El Premio Nacional de Artes Visuales de Uruguay, históricamente expuesto en el Museo Nacional de Artes Visuales, a partir de su edición Nº 58 se exhibe en el EAC.